# Lista de músicos de rhythm and blues
Esta é uma lista de músicos mais famosos atualmente de rhythm and blues (R&B), ou seja, é uma lista resumida que contém músicos que, de modo significativo, produzem ou produziram canções que se enquadram no gênero R&B.
| - Aaliyah - Ashlee - Aaroon Hall - Akon - Al Green - Alicia Keys - Alina Baraz - Amy Winehouse - Aretha Franklin - Anita Baker - Ariana Grande - Ashanti - August Alsina - Austin Mahone - Barkays - Beyoncé - Betty Wright - Brandy - 6lack - Bobby Brown - Bow Wow - Boyz II Men - B.o.B. - Brian McKnight - Bruno Mars - Bryson Tiller - Case - Chris Brown - Christina Aguilera - Ciara - Craig David - Curtis Mayfield - Cynthia Hinds - Dean (cantor) (também conhecido como Deanfluenza ou DΞΔN) - Diana Ross - Drake - Donell Jones - Ella Mai - Eric Clapton - Fats Domino - Florence Ballard - Frank Ocean - Freddie Jackson - Glenn Jones - Gloria Gaynor - H.E.R. - Isley Jasper Isley - Janelle Monáe - Joss Stone - Jacquees - Jackson 5 - James Brown - Janet Jackson - Jay-Z - Jennifer Lopez - Jhené Aiko - John Legend - Johnny Otis - Jorja Smith - Justin Bieber - Justin Timberlake - Kaash Paige - Karyn White - Katie Kim - Kehlani - Keith Sweat - Keri Hilson - Kelly Price - Kelly Rowland - Kiana Ledé | - Lauryn Hill - LeToya Luckett - Leona Lewis - Little Richard - Manhattans - Mariah Carey - Marvin Gaye - Marques Houston - Mary J. Blige - Michael Jackson - Miley Cyrus - Monet - Monica Arnold - Muddy Waters - Natasha Bedingfield - Ne-Yo - Nelly - Nelly Furtado - New Edition - New Jerk Money - Omarion - Park Bom - PARTYNEXTDOOR - Patti LaBelle - Pharrell Williams - Queen Latifah - Raven-Symoné - Ray Charles - Rihanna - SZA - R. Kelly - The S.O.S. Band - Stevie Wonder - Solange Knowles - Summer Walker - Teyana Taylor - Toni Braxton - The Animals - The Black Eyed Peas - The Pussycat Dolls - The Supremes - The Weeknd - Tyga - Teddy Pendergrass - Teena Marie - Tory Lanez - Trey Songz - Usher - Vanessa Williams - Whitney Houston - Nicole Scherzinger - Wiz Khalifa - Xxxtentacion - Baek Ye-rin - Zion.T - Zayn - Red Velvet |